# Paraíso Perdido
Pour plus de détails, voir Fiche technique et Distribution.
Paraíso Perdido (litt. « paradis perdu ») est un film brésilien écrit et réalisé par Monique Gardenberg, sorti en 2018.

## Synopsis
Un policier, Odair, assiste à l'agression d'un chanteur travesti à la sortie de la boîte de nuit Paraíso Perdido. La victime, Imã, n'est que contusionnée, mais son grand-père José propose à Odair de l'engager pour le protéger. Odair fait la connaissance d'Ângelo, le père d'Imã, de Celeste, une autre petite-fille de José, et de leur ami Teylor. La propre mère d'Odair est une ancienne chanteuse devenue sourde.

## Fiche technique
- Titre : Paraíso Perdido
- Réalisation : Monique Gardenberg
- Scénario :
- Photographie : Pedro Farkas
- Montage : Giba Assis Brasil et Willem Dias
- Musique : Zeca Baleiro
- Production : Augusto Casé, Carlos Martins, Jeffrey Neale
- Pays d'origine :  Brésil
- Langue : portugais
- Genre : drame musical
- Dates de sortie :31 mai 2018

## Distribution
- Lee Taylor : Odair
- Jaloo : Imã
- Júlio Andrade : Angelo da Silva
- Malu Galli : Nádia
- Hermila Guedes : Eva da Silva
- Marjorie Estiano : Milene
- Julia Konrad : Celeste da Silva
- Erasmo Carlos : José da Silva
- Seu Jorge : Teylor
- Humberto Carrão : Pedro
- Felipe Abib : Joca
- Nicole Puzzi : Lídia
- Celso Frateschi : Delegado
- Cristina Mutarelli : Vizinha de Nádia

## Bande originale
| No  | Titre                                 | Auteur                        | Interprète(s)  | Durée |
| --- | ------------------------------------- | ----------------------------- | -------------- | ----- |
| 1.  | 120...150...200 km por Hora           |                               | Roberto Carlos |       |
| 2.  | Sextou                                |                               | Israel Novaes  |       |
| 3.  | Tá Tudo Mudando                       | Bob Dylan                     | Zé Ramalho     |       |
| 4.  | Quem Tudo Quer Nada Tem               |                               | Erasmo Carlos  |       |
| 5.  | Tango para Tereza                     | Jair Amorim et Evaldo Gouveia | Angela Maria   |       |
| 6.  | Doce Pecado                           |                               | Seu Jorge      |       |
| 7.  | Tortura de Amor                       |                               | Seu Jorge      |       |
| 8.  | Você É Tão Vaidoso                    | Carly Simon                   | Jaloo          |       |
| 9.  | Jamais Estive Tão Segura de Mim Mesma |                               | Raul Seixas    |       |
| 10. | Não Creio em Mais Nada                |                               | Jaloo          |       |
| 11. | Amor Marginal                         | Johnny Hooker                 | Jaloo          |       |
| 12. | Minhas Coisas                         | Rossini Pinto                 | Odair José     |       |

## Distinctions
- Grande Prêmio do Cinema Brasileiro 2019 : meilleure musique pour Zeca Baleiro
- Prêmio Guarani de Cinema Brasileiro 2019 : meilleure musique pour Zeca Baleiro
- Associação Paulista de Críticos de Arte 2019 : meilleure distribution